# Renlavar

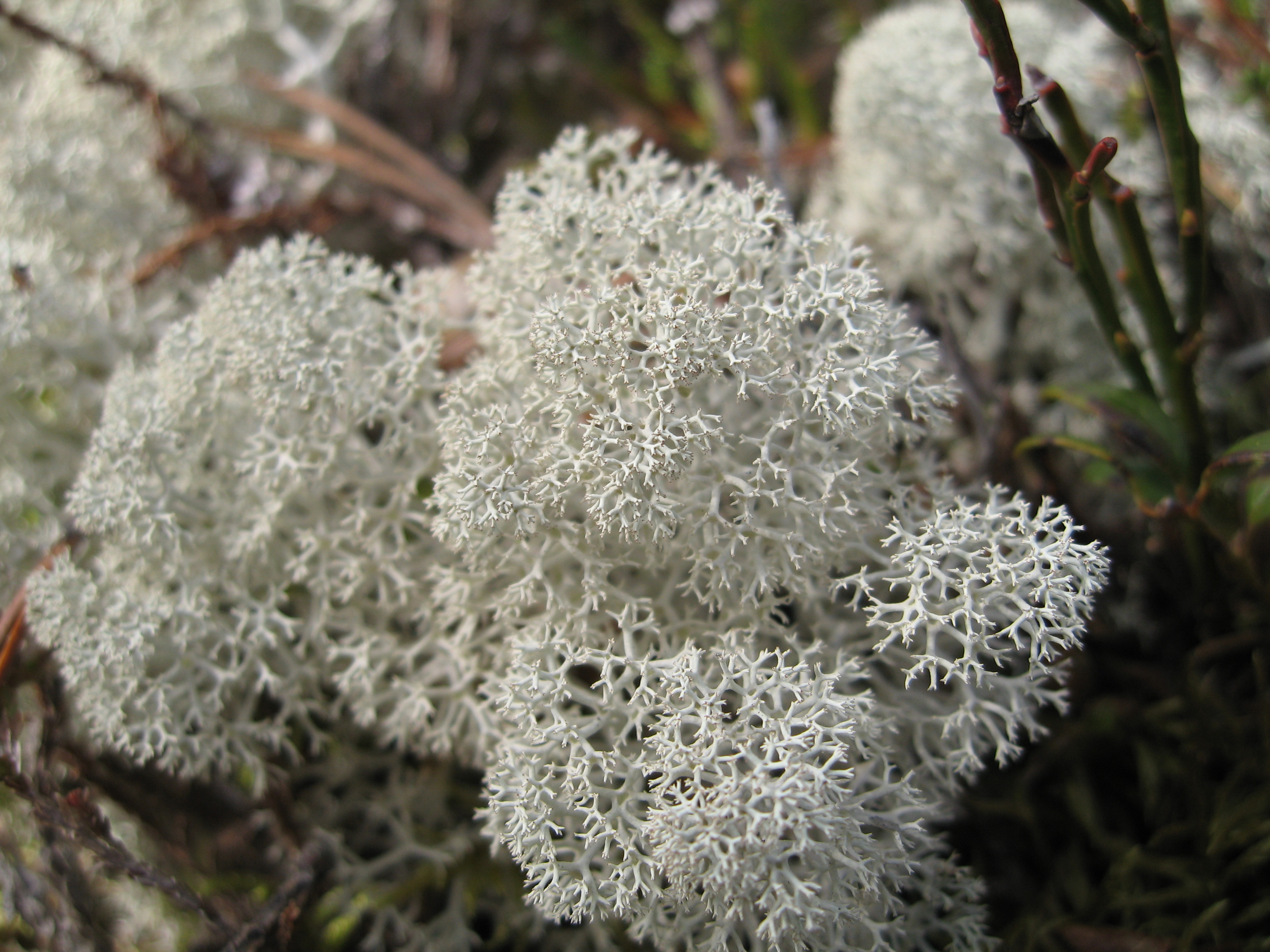
Fönsterlav, Cladonia stellaris.

Renlavar är en grupp av marklevande buskformade lavar som hör till släktet bägarlavar (Cladonia). Eftersom de skiljer sig från de flesta andra arter av bägarlavar genom att sakna bark samt vara rikt förgrenade har de ibland förts till ett eget släkte, Cladina.

## Arter i Sverige

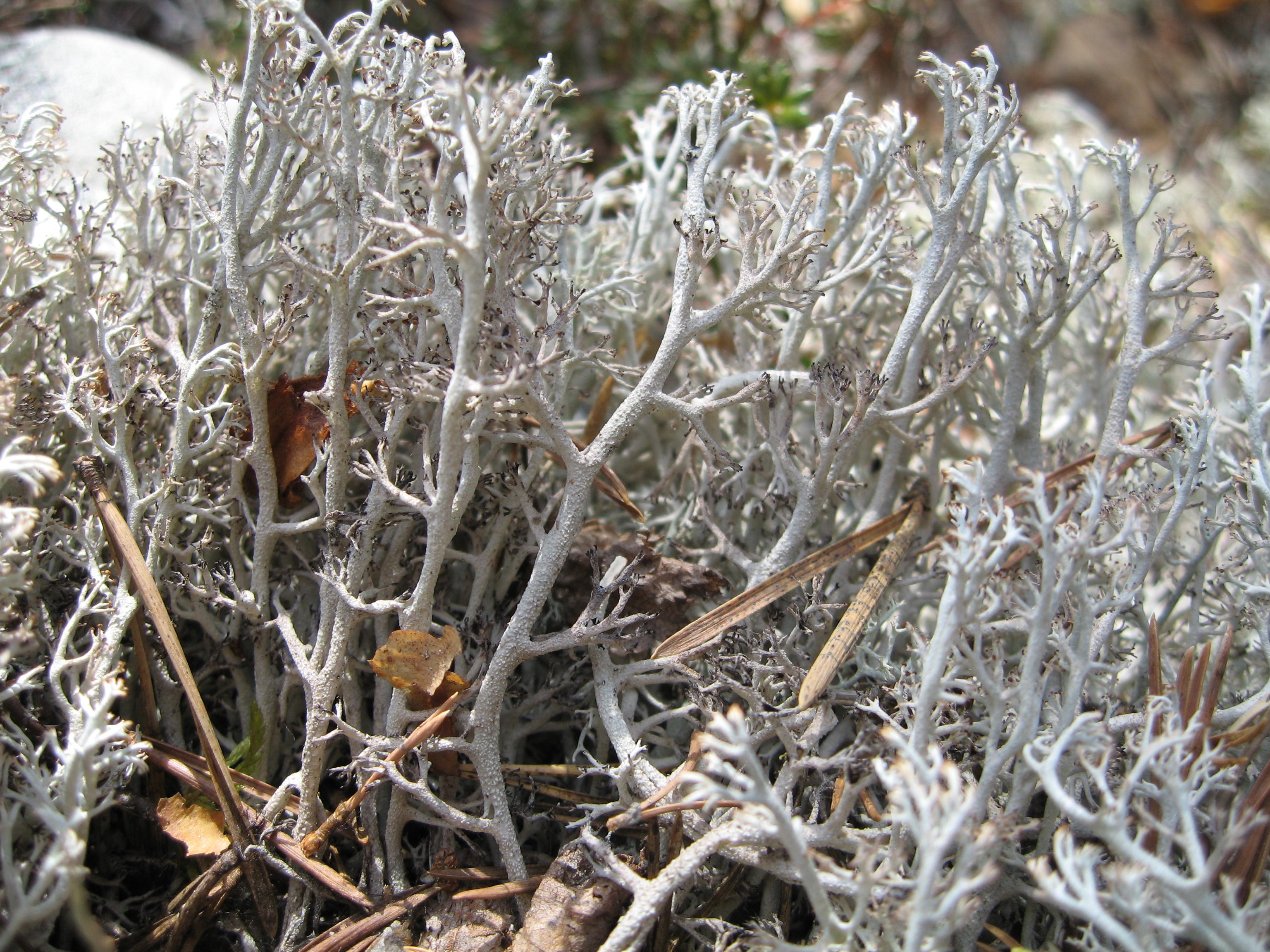
Grå renlav, Cladonia rangiferina.

Följande svenska arter brukar kallas för renlavar:
- grå renlav (Cladonia rangiferina)
- fönsterlav (Cladonia stellaris)
- Cladonia arbuscula (gulvit renlav och mild renlav)
- spenslig renlav (Cladonia ciliata)
- hedrenlav (Cladonia portentosa)
- svart renlav (Cladonia stygia)

Flera arter säljs som dekoration till exempelvis ljusstakar, då ofta under namnet vitmossa, som emellertid egentligen är namnet på mossor av släktet Sphagnum. Eftersom den växer så långsamt är inte tillåtet enligt svensk allemansrätt att samla in stora mängder lavar eller mossor utan markägarens tillstånd.

## Livsmiljöer

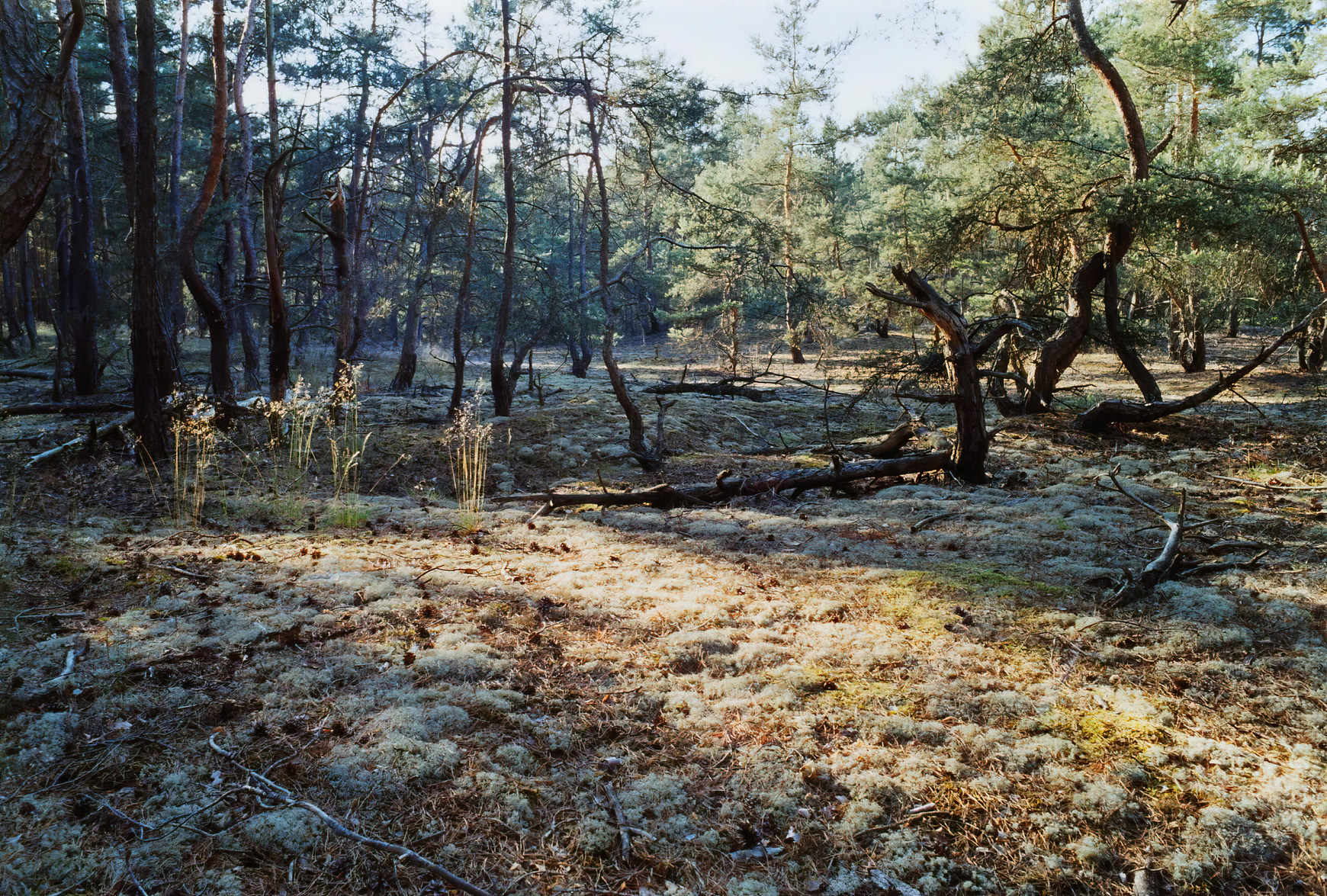
Tallskog på torr, sandig mark i norra Tyskland där bottenskiktet domineras av renlavar.

Renlavar kan dominera bottenskiktet i tallskog på torr, sandig mark, men är även vanliga på hällmark. Skog där renlavarna helt dominerar markvegetationen kallas i Finland för lavmo, i Sverige för tallhed eller lavmark.

## Betesväxter
Marklavar, främst renlavar och påskrislavar, utgör under vintern renens viktigaste föda. Det gäller särskilt gulvit renlav och grå renlav. Fönsterlav verkar vara mindre smaklig men spelar ändå en viktig roll. Tallskogar med mycket marklav är därför mycket betydelsefulla vinterbetesmarker.
| Lavart                | Protein | Fett | Fibrer† | Socker och stärkelse†† |
| --------------------- | ------- | ---- | ------- | ---------------------- |
| Fönsterlav            | 3,0     | 2,7  | 21,8    | 65,2                   |
| Grå och gulvit renlav | 2,5     | 2,4  | 31,8    | 57,7                   |

† Egentligen växttråd
†† Egentligen kvävefria extraktivämnen